# ドクター・フロスト
『ドクター・フロスト』（닥터 프로스트、Dr. Frost）は、イ・ジョンボムによる韓国の心理学の漫画。

## 概要
『NAVER webtoon』で、2011年2月2日から2012年7月13日までシーズン1が、2013年1月15日から2014年2月26日までシーズン2が、2015年6月2日から2016年03月22日までシーズン3が連載された。

## テレビドラマ
韓国OCNによってドラマ化され、2014年11月23日から2015年2月1日まで放送された。

### 出演
- ドクター・フロスト（ペク・ナムボン）：ソン・チャンウィ
- ユン・ソンア：チョン・ウンチェ
- ナム・テボン：ソン・ジル
- ソン・ソン：イ・ユンジ
- チョン・サンウォン：チェ・ジョンウ
- ペ・ドゥハン：ユゴン